# 里什蒙 (滨海塞纳省)
里什蒙（法語：Richemont，法語發音：[ʁiʃmɔ̃]）是法国滨海塞纳省的一个市镇，属于迪耶普区。

## 地理
里什蒙（49°48'31"N, 1°38'41"E）面积10.69 平方千米，位于法国诺曼底大区滨海塞纳省，该省份为法国北部沿海省份，其西部及北部濒大西洋英吉利海峡，东起顺时针与索姆省、瓦兹省、厄尔省和卡爾瓦多斯省接壤。
与里什蒙接壤的市镇（或旧市镇、城区）包括：欧贝吉蒙、马尔克、圣莱热欧布瓦。

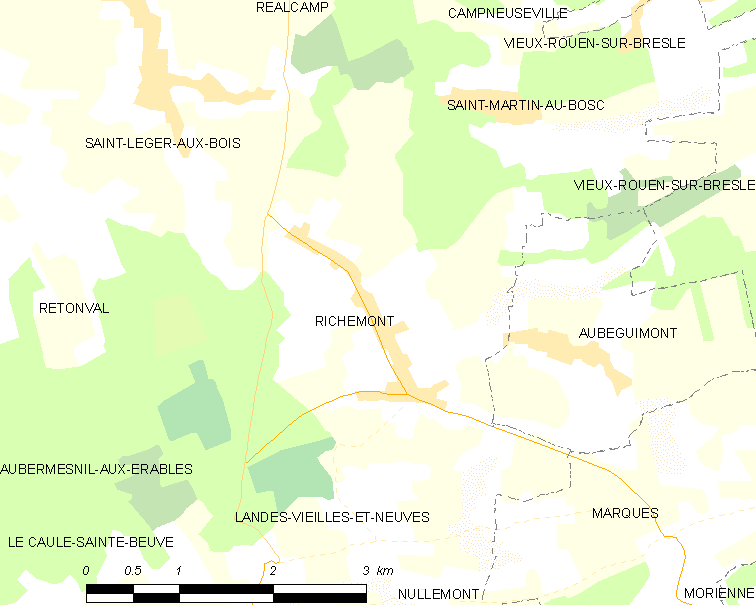
的OSM定位图

里什蒙的时区为UTC+01:00、UTC+02:00（夏令时）。

## 行政
里什蒙的邮政编码为76390，INSEE市镇编码为76527。

## 政治
里什蒙所属的省级选区为布赖地区古尔奈县。

## 人口

1962-2008年间人口变化图示

里什蒙于2022年1月1日时的人口数量为443人。